# Pseudaulacaspis eucalypticola
Pseudaulacaspis eucalypticola är en insektsart som beskrevs av Tang 1986. Pseudaulacaspis eucalypticola ingår i släktet Pseudaulacaspis och familjen pansarsköldlöss. Inga underarter finns listade i Catalogue of Life.